# Молат
Молат је острво у хрватском дијелу Јадрана.

## Географија
Налази се у Задарском арпхипелагу, југозападно од острва Ист. Захвата површину од 22,17 km², а дужина обале је 51,5 километара. Највиши врх је Кнежак са висином од 142 метра.
Молат је обрасао боровом шумом и макијом. Обала је разуђена и са бројим заливима. Становништво се бави земљорадњом, овчарством и риболовом. Према посљедњем попису овде живи 222 становника распоређених у три насеља - Молат, Запунтел и Бргуље.